# Bockstraße 9 (Quedlinburg)

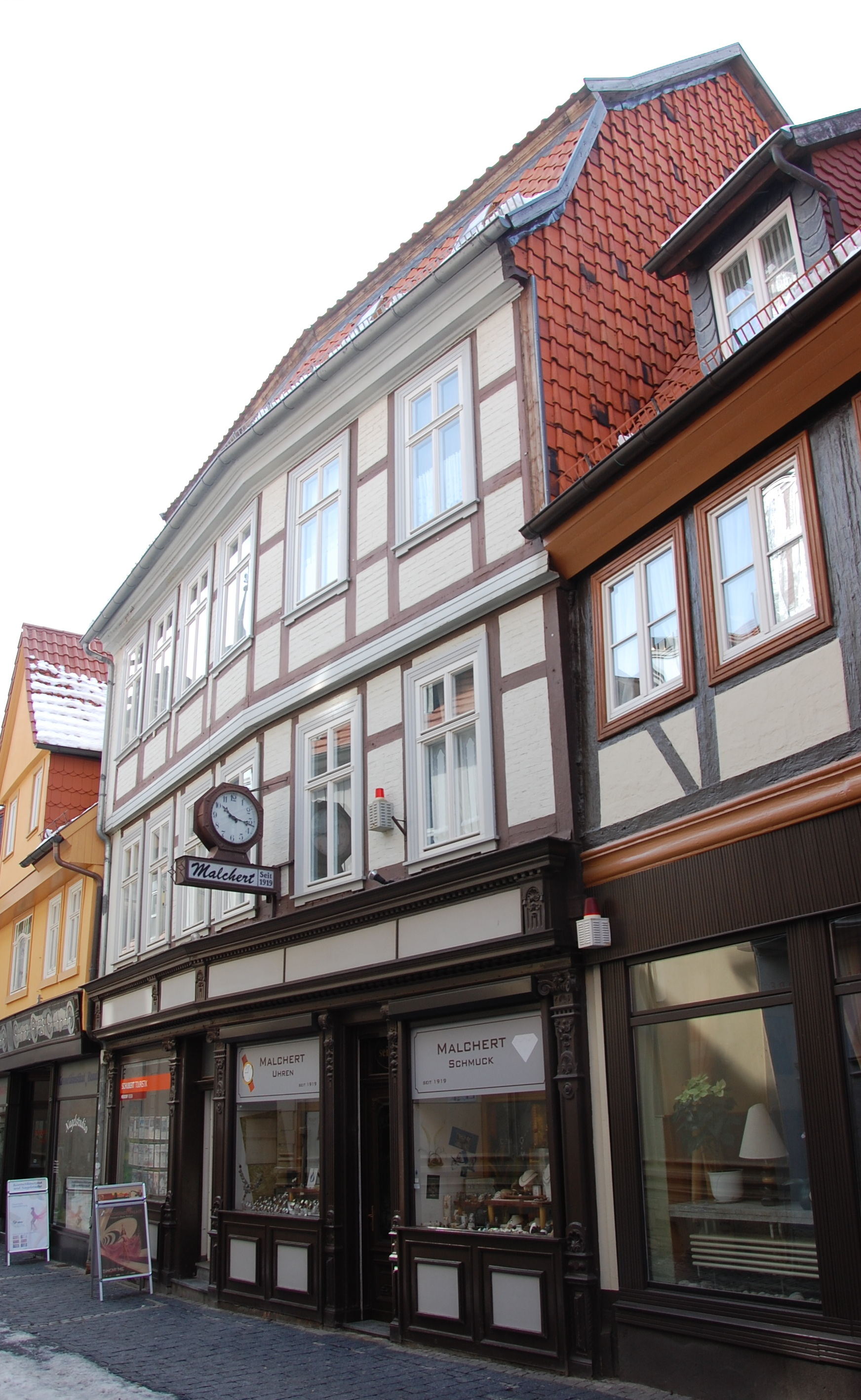
Haus Bockstraße 9

Das Haus Bockstraße 9 ist ein denkmalgeschütztes Gebäude in der Stadt Quedlinburg in Sachsen-Anhalt.

## Lage
Es befindet sich nordöstlich des Marktplatzes der Stadt und gehört zum UNESCO-Weltkulturerbe. Im Quedlinburger Denkmalverzeichnis ist es als Wohnhaus eingetragen. Östlich grenzt das gleichfalls denkmalgeschützte Haus Bockstraße 8 an.

## Architektur und Geschichte
Das dreigeschossige Fachwerkhaus entstand in der Zeit um 1800 in spätbarocker Gestaltung. Bedeckt ist das Gebäude von einem Mansarddach. Um 1890 wurde die heutige Ladenfassade eingefügt. Bemerkenswert sind die an ihr befindlichen Schnitzereien an Pilastern und Türen.